# Gruppo dell'Unione Democratica di Centro
Il Gruppo dell'Unione Democratica di Centro è un gruppo parlamentare svizzero formatosi nel 1919 che assunse il suo nome attuale nel 1971. Con 74 parlamentari, di cui 67 Consiglieri nazionali e 7 Consiglieri agli Stati, è il gruppo parlamentare più numeroso della 52ª legislatura, e include parlamentari appartenenti all'Unione Democratica di Centro, all'Unione Democratica Federale, e al Movimento dei Cittadini Ginevrini.

## Composizione storica
Nelle legislature precedenti, le dimensioni del gruppo erano le seguenti:
| Legislatura | Seggi al Consiglio nazionale | Seggi al Consiglio degli Stati |
| ----------- | ---------------------------- | ------------------------------ |
| 46ª         | 45 / 200                     | 7 / 46                         |
| 47ª         | 55 / 200                     | 8 / 46                         |
| 48ª         | 61 / 200                     | 7 / 46                         |
| 49ª         | 57 / 200                     | 6 / 46                         |
| 50ª         | 68 / 200                     | 6 / 46                         |

## Presidenti
I presidenti del gruppo dal 1919 a oggi sono stati i seguenti:
| Presidente            | Entrata in carica |
| --------------------- | ----------------- |
| Rudolf Minger         | 1919              |
| Ernst Tobler          | 1927              |
| Rudolf Minger         | 1928              |
| Hans Stähli           | 1930              |
| Rudolf Reichling sen. | 1939              |
| Otto Wartmann         | 1947              |
| Karl Renold           | 1955              |
| Hans Tschumi          | 1959              |
| Otto Hess sen.        | 1961              |
| Rudolf Gnägi          | 1963              |
| Hans Conzett          | 1965              |
| Hans Tschanz          | 1966              |
| Erwin Akeret          | 1969              |
| Rudolf Etter          | 1971              |
| Georg Brosi           | 1974              |
| Hans-Peter Fischer    | 1977              |
| Walter Augsburger     | 1979              |
| Hans-Rudolf Nebiker   | 1982              |
| Theo Fischer          | 1989              |
| Samuel Schmid         | 1998              |
| Walter Frey           | 1999              |
| Caspar Baader         | 2001              |
| Adrian Amstutz        | 2012              |
| Thomas Aeschi         | 2017              |